# Morton Mower
Morton Mower (* 31. Januar 1933 in Baltimore; † 25. April 2022 in Denver, Colorado) war ein US-amerikanischer Mediziner, bekannt für die Erfindung des implantierbaren Kardioverter-Defibrillators.

## Werdegang
Mower studierte Medizin an der Johns Hopkins University und an der University of Maryland School of Medicine mit dem Abschluss 1959. Nach zwei Jahren als Arzt beim US-Militär in Bremerhaven absolvierte er eine Facharztausbildung (Residency) als Kardiologe am Sinai Hospital in Baltimore. Dort begann seine Zusammenarbeit mit Michel Mirowski an einem implantierbaren Defibrillator (ab 1969), AICD (Automatic implantable cardioverter defibrillator). Beteiligt waren auch Stephen Heilman, Gründer der Firma Medrad, und Alois Langer. Die erste Implantation erfolgte 1980. 1985 erhielt der AICD eine Zulassung bei den US Gesundheitsbehörden und wurde von Eli Lilly vermarktet. Die Lizenzen waren ab 1985 bei Cardiac Pacemakers (Guidant), die das Gerät weiterentwickelten, woran Mower auch beteiligt war. Funktionen von Herzschrittmachern wurden implementiert und Mower entwickelte die Kardiale Resynchronisationstherapie. Mower war später Leiter der Kardiologie am Sinai Hospital.
Er war Associate Professor an der Johns Hopkins University und lehrte auch an der Howard University Medical School in Washington D. C.
1996 wurde er Vorsitzender und CEO von Mower Research Associates in Baltimore.
2002 wurde er in die National Inventors Hall of Fame aufgenommen. 2015 erhielt er den Prinz-Mahidol-Preis. Mower hielt 26 Patente.